# Matrix, machine philosophique

Matrix, machine philosophique est un livre publié en 2003 aux éditions Ellipses, il est composé de 13 essais dans lesquels les relations du film Matrix avec la philosophie sont étudiées.

## Table des matières
- Introduction (Elie During)
- La voie du guerrier (David Rabouin)
- La Matrice ou la caverne ? (Thomas Benatouil)
- Éloge de la contingence (Jean-Pierre Zarader)
- La liberté virtuelle (Patrice Maniglier)
- Le tao de la Matrice (David Rabouin)
- La puissance de l'amour (Patrice Maniglier)
- Les dieux sont dans la Matrice (Elie During)
- Mécanopolis, cité de l’avenir (Patrice Maniglier[N 1])
- Sommes-nous dans la Matrice ? (Thomas Benatouil)
- Dialectique de la fable (Alain Badiou)
- Trois figures de la simulation (Elie During)
- Matrix, machine mythologique (Patrice Maniglier)

## Critique
Bien que les auteurs soient tous des philosophes professionnels, une polémique a éclaté lors de la parution du livre, les uns les accusant de profiter du succès commercial du film, les autres de se compromettre à faire de la philosophie de comptoir sans intérêt. Les intéressés ont répondu sur le problème général du rapport de la philosophie aux industries culturelles dans les pages « Rebonds » du quotidien Libération), et plus longuement dans un article de la Revue d'esthétique.